# Alfred Ade
Alfred Ade (San Petersburgo; 1876-1968) fue un médico veterinario, botánico y micólogo alemán.
Trabajó sistemáticamente en el Botanischen Gartens de la Universidad de Wurzburgo, donde también fue profesor.

## Obras
- 1923. Mykologische Beiträge. Hedwigia 64: 286-320
- 1942. Die Pflanzenwelt des Kahlgebietes und der Umgebung von Heigenbrücken. Abb. ohne Nummerierung zwischen den S. 48 und 49 MiMA 3: 1-57
- 1951. Die Flora des alten Friedhofs zu Aschaffenburg. Bay. Unterfranken) NaMA 30: 1-17
- 1952. Zwei neue Pilze aus Kulturen (Basidiomyc.-Agaric.: Marasmius; Ascomyc.: Mollisia stadleri nov. spec.). NaMA 34: 41-44
- 1952. Die Zierpflanzen und Sträucher auf den Stuppacher Madonnenbild v. Matthias Grünewald um 1590 (mit Tafel VI). Taf. hinter S. 74 NaMA 35: 47 f
- 1955. Dr. Hans STADLER, Lohr a.M., 80 Jahre alt (mit 1 Abbildung). [(Abb. auf S. I)] NaMA 47: III-VII
- 1956. Parkanlagen im Spessart und am Untermain (Bay.: Unterfranken; Hessen) (mit 1 Abbildung). [Abb. als Taf. vor S. 1] MiMA 8:3-65

- La abreviatura «Ade» se emplea para indicar a Alfred Ade como autoridad en la descripción y clasificación científica de los vegetales.[1]